# جي بي يو-43/بي
قنبلة جي بي يو-43/بي (بالإنجليزية: GBU-43/B Massive Ordnance Air Blast)‏ وتعرف باسم أم كل القنابل (بالإنجليزية: MOAB)‏ هي قنبلة مطولة مصممة من قبل الجيش الأمريكي عن طريق ألبرت ويمورتس الأبن من مختبر أبحاث سلاح الجو. أثناء تصميمها تم تعريفها بكونها أقوى قنبلة غير نووية يتم تصميمها. يتم نقل هذه القنابل عن طريق طائرات عملاقة مثل طائرة لوكهيد سي-130 هيركوليز و لوكهيد إم سي-130. هذه القنبلة يقابلها عند روسيا قنبلة أي تي بي آي بي وألتي تعرف بأب القنابل.
في يوم 13 أبريل 2017 نفذ الجيش الأمريكي أول هجوم له بهذه القنبلة ضد تنظيم داعش في أفغانستان في سلسلة من الكهوف في ولاية ننغرهار.